# XZ Близнецов
XZ Близнецов (лат. XZ Geminorum) — одиночная звезда в созвездии Близнецов на расстоянии приблизительно 2 382 световых лет (около 730 парсек) от Солнца. Видимая звёздная величина звезды — от +10,2m до +10m.

## Характеристики
XZ Близнецов — красный гигант спектрального класса M6. Радиус — около 41,75 солнечных, светимость — около 243,675 солнечных. Эффективная температура — около 3529 К.
Ранее считалась переменной звездой, но дальнейшие наблюдения переменности не подтвердили.